# Labarrus parnaguaensis
Labarrus parnaguaensis är en skalbaggsart som beskrevs av Rudolph Petrovitz 1961. Labarrus parnaguaensis ingår i släktet Labarrus och familjen Aphodiidae. Inga underarter finns listade i Catalogue of Life.